# Mark Helprin
Mark Helprin, född 28 juni 1947 på Manhattan i New York, är en amerikansk författare och skribent.
Helprin tillbringade delvis sin uppväxt i Västindien. Han har skrivit böcker och novellsamlingar i både realistisk och fantasybetonad stil som exempelvis A Soldier of the Great War, Ellis Island and Other Stories, Memoirs from Antproof Case och den till svenska översatta Vintersaga (Winter's Tale).
Helprins texter är ofta ordrika, och i flera av böckerna målar han upp väldigt tydliga bilder framför läsaren.
Helprin återkommer ofta till vissa ämnen som till exempel Israel, krig, Västindien, bergsklättring, flyktingar och amerikansk östkust.
Helprin betraktas som en högerman. Han har skrivit i tidningen The New Yorker under nästan 25 år.
Han har tjänstgjort i USA:s handelsflotta och i israeliska infanteriet och israeliska flygvapnet.

## Böcker på svenska
- 1983 – Ellis Island och andra noveller ISBN 91-46-14086-7
- 1985 – Vintersaga : roman ISBN 91-46-14663-6
- 1986 – Vintersaga : roman ISBN 91-46-15359-4